# Хойницький замок
Хойницький замок — укріплення XVII—XVIII століть у Хойниках, нині в Гомельській області Білорусі. Він був побудований у першій половині 17 століття, напередодні Хмельниччини, ймовірно, паном Максиміліяном Бжозовським. Пізніше він належав князям Шуйським, панам Прозарам. Є опис замку станом на 1721 рік.

## Опис

Хойницький замок на гербі Хойників

Займав невелику піщану дюну в заболоченій заплаві річки Квесі. Овальну платформу замку (35 × 25 м), що простягалася з півночі на південь, оточував рів, наповнений водою, який мав ширину з боку міста 28-30 м, а з інших боків — 10-18 м, він був захищений великою заплавою. На земляному валу були дерев'яні оборонні стіни-городні, була також в'їзна вежа з брамою. Зв'язок із містом здійснювався дамбою та дерев'яним мостом. Згідно з інвентарем за 1721 рік, Хойницький замок був оточений парканом, мав 2-поверхову в'їзну вежу, зрублений із брусу та вкритий драницями. Перший поверх вежі займав вхід із брамою та 2 кімнати, відведені під в'язницю, на 2 поверсі зала зі скляними вікнами в дерев'яних рамах. На рівні 2-го поверху ішов круглий балкон. Господарські споруди розміщувались на подвір'ї замку. Хойницький замок стояв до другої половини 18 століття.